# Марковецька сільська рада (Бобровицький район)
Маркове́цька сільська́ ра́да — адміністративно-територіальна одиниця та орган місцевого самоврядування в Бобровицькому районі Чернігівської області. Адміністративний центр — село Марківці.

## Загальні відомості
- Населення ради: 1 504 особи (станом на 2001 рік)

## Населені пункти
Сільській раді підпорядковані населені пункти:
- с. Марківці

## Склад ради
Рада складалася з 16 депутатів та голови.
- Голова ради: Сугоняко Тетяна Миколаївна
- Секретар ради: Скакун Вікторія Федорівна

### Керівний склад попередніх скликань
| Прізвище, ім'я, по батькові | Основні відомості                                                         | Дата обрання | Дата звільнення |
| --------------------------- | ------------------------------------------------------------------------- | ------------ | --------------- |
| Сугоняко Тетяна Миколаївна  | Сільський голова, 1967 року народження, освіта вища                       | 26.03.2006   | 31.10.2010      |
| Сугоняко Тетяна Миколаївна  | Сільський голова, 1967 року народження, освіта вища, член Партії регіонів | 31.10.2010   |                 |

Примітка: таблиця складена за даними сайту Верховної Ради України

### Депутати
За результатами місцевих виборів 2010 року депутатами ради стали:

#### За суб'єктами висування
| Суб'єкт висування           | Кількість обраних депутатів | %    |
| --------------------------- | --------------------------- | ---- |
| Самовисування               | 9                           | 56,3 |
| Партія регіонів             | 6                           | 37,5 |
| Комуністична партія України | 1                           | 6,3  |

#### За округами
| № округу                    | Прізвище, ім'я, по батькові     | Дата визнання обраним | Освіта  | Партійна приналежність | Відомості про обраного депутата                                         |
| --------------------------- | ------------------------------- | --------------------- | ------- | ---------------------- | ----------------------------------------------------------------------- |
| Комуністична партія України |                                 |                       |         |                        |                                                                         |
| 8                           | Куц Ірина Іванівна              | 04.11.2010            | вища    | позапартійна           | ПЗЗ, Дарницька дистанція сигналізації та зв'язку, м. Київ, оператор ЕОМ |
| Партія регіонів             |                                 |                       |         |                        |                                                                         |
| 1                           | Шевченко Микола Борисович       | 14.11.2010            | середня | позапартійний          | пенсіонер                                                               |
| 6                           | Гарбуз Олександр Васильович     | 04.11.2010            | середня | позапартійний          | КЕВРЗ, м. Київ, слюсар                                                  |
| 9                           | Ярмак Ніна Володимирівна        | 04.11.2010            | вища    | позапартійна           | Марковецька загальноосвітня школа I-III ст., вчитель                    |
| 10                          | Тітаренко Олеся Вікторівна      | 04.11.2010            | середня | позапартійна           | ЗАТ Корпорація «Рошен», м. Київ, кондитер                               |
| 13                          | Ус Оксана Віталіївна            | 04.11.2010            | вища    | позапартійна           | Бобровицьке міське споживче товариство, продавець                       |
| 14                          | Багмут Ольга Миколаївна         | 04.11.2010            | вища    | позапартійна           | районний відділ освіти, м. Бобровиця, методист                          |
| Самовисування               |                                 |                       |         |                        |                                                                         |
| 2                           | Кошіль Валентина Петрівна       | 04.11.2010            | вища    | позапартійна           | відділення зв'язку м. Марківці, листоноша                               |
| 3                           | Бондар Володимир Миколайович    | 04.11.2010            | середня | позапартійний          | ДЕВГ, м. Київ, електрозварювальник                                      |
| 4                           | Демиденко Олександр Миколайович | 04.11.2010            | середня | член Партії регіонів   | РГГ, м. Бобровиця, слюсар                                               |
| 5                           | Скакун Вікторія Федорівна       | 04.11.2010            | вища    | позапартійна           | Марковецька сільська рада, секретар                                     |
| 7                           | Стельмах Світлана Віталіївна    | 04.11.2010            | вища    | позапартійна           | Марковецька сільська рада, землевпорядник                               |
| 11                          | Данільченко Анатолій Іванович   | 04.11.2010            | середня | позапартійний          | метрополітен, м. Київ, слюсар                                           |
| 12                          | Скок Тетяна Федорівна           | 04.11.2010            | вища    | позапартійна           | Марковецька сільська рада, головний бухгалтер                           |
| 15                          | Шевченко Наталія Миколаївна     | 04.11.2010            | середня | позапартійна           | Марковецький ДНЗ «Казка», кухар                                         |
| 16                          | Шевченко Володимир Миколайович  | 04.11.2010            | середня | позапартійний          | приватний підприємець                                                   |